# Pascual Enríquez de Cabrera y Almansa
Pascual Enríquez de Cabrera (Madrid, mayo de 1682-21 de enero de 1739), fue un noble español que perteneció al linaje de los Enríquez, titulado XII Almirante de Castilla, IX duque de Medina de Rioseco, X marqués de Alcañices, IV de Santiago de Oropesa y XI conde de Melgar.
Como consecuencia del apoyo prestado por su tío paterno, Juan Tomás Enríquez de Cabrera, al Archiduque Carlos de Austria, Felipe V le desposeyó del almirantazgo y confisco todos sus bienes. En 1725 se le repuso el almirantazgo y los bienes.

### Matrimonio
Casó el 25 de agosto de 1709 con María Josefa Pacheco y Rojas, hija de Juan Francisco Pacheco y Téllez-Girón, III conde de la Puebla de Montalbán y de María de Sandoval y Girón, IV duquesa de Uceda, no tuvo sucesión, por lo que a su muerte en 1739, sucedió en la casa su hermana María de la Almudena Enríquez de Cabrera y Almansa. 